# Supermodel of the World
Supermodel of the World (Ford Supermodel of the Year, ehemals Face of the 80s) ist der größte Model-Wettbewerb der Welt. 1980 von Eileen Ford (1922–2014) begründet, sucht er Jahr für Jahr in mehr als 50 Ländern das überragende weibliche Model und die neuesten Gesichter für die Mode. Die Siegerin des internationalen Finales erhält einen Model-Vertrag über 250.000 US-Dollar bei Ford Models. Die Zweit- und Drittplatzierte bekommen Verträge über 150.000 bzw. 100.000 Dollar.

## Siegerinnen

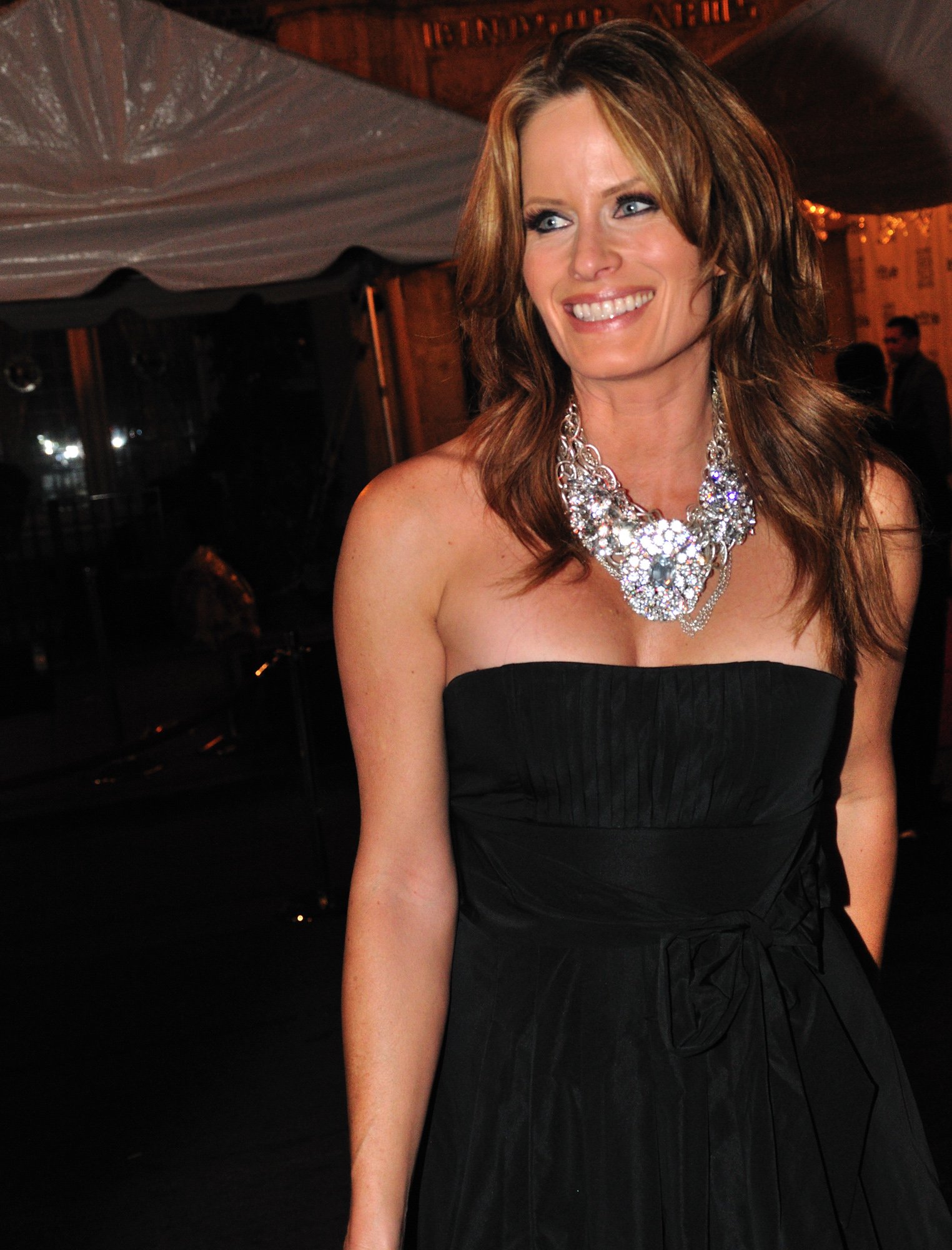
Monika Schnarre (2010)

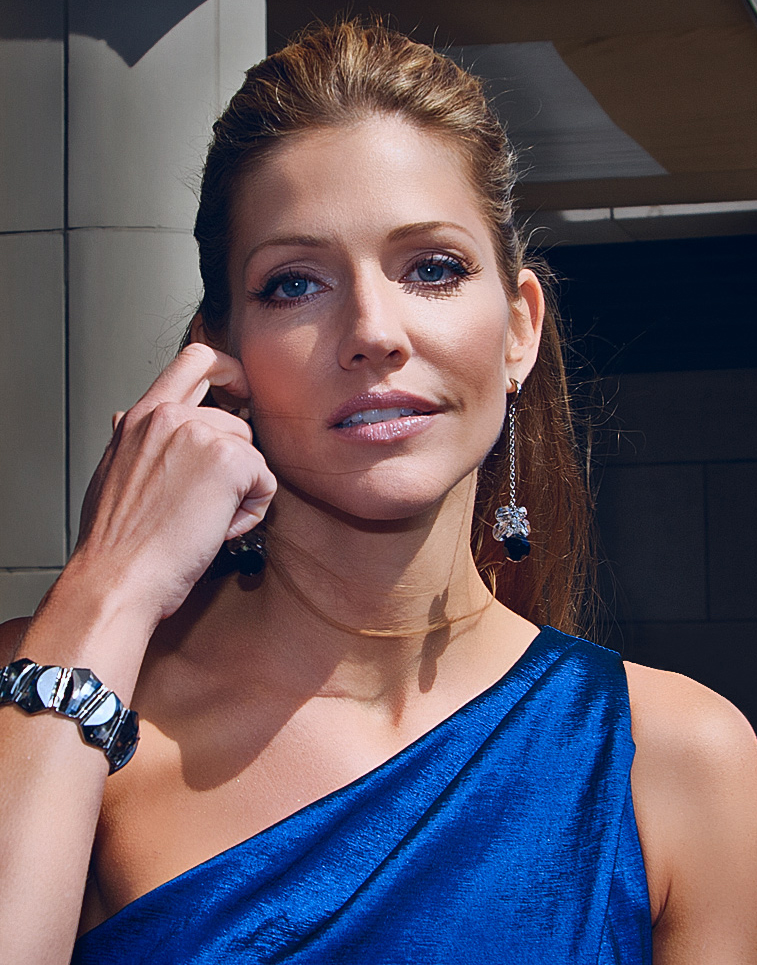
Tricia Helfer (2010)

| Jahr | Name                   | Land               | Moderator                      |
| ---- | ---------------------- | ------------------ | ------------------------------ |
| 1980 | Annette Stai           | Norwegen           |                                |
| 1982 | Renée Simonsen         | Dänemark           |                                |
| 1983 | Carrie Miller          | Vereinigte Staaten |                                |
| 1984 | Katherine Ahnell       | Schweden           |                                |
| 1986 | Monika Schnarre        | Kanada             |                                |
| 1987 | Celia Forner           | Spanien            | Dick Clark, Jerry Hall         |
| 1988 | Anuschka Muzik         | Tschechoslowakei   | Dick Clark, Elle Macpherson    |
| 1989 | Synne Myreboe          | Norwegen           | Jim Lange, Cheryl Tiegs        |
| 1990 | Anneliese Seubert      | Australien         | Jeff Macgregor                 |
| 1991 | Daniela Benavente      | Chile              | Joe Penny, Rachel Hunter       |
| 1992 | Tricia Helfer          | Kanada             | Walt Willey, Ashley Richardson |
| 1993 | Veronica Blume         | Spanien            | Walt Willey, Rachel Hunter     |
| 1994 | Georgia Göttmann       | Deutschland        |                                |
| 1995 | Anna Marie Cseh        | Ungarn             |                                |
| 1996 | Leanne Spencer         | Kanada             | Richard Steinmetz              |
| 1997 | Diana Pereira          | Portugal           |                                |
| 1998 | Katie Burell           | England            |                                |
| 1999 | Alyssa Kealy           | Australien         |                                |
| 2000 | Margarita Babina       | Russland           |                                |
| 2001 | Asta Buziliauskaitė    | Litauen            |                                |
| 2002 | Dari Maximova          | Deutschland        |                                |
| 2004 | Natalia Gotsii         | Ukraine            | Billy Bush                     |
| 2005 | Camila Finn            | Brasilien          |                                |
| 2006 | Katsia Damankova       | Belarus            |                                |
| 2007 | Sanne Nijhof           | Niederlande        |                                |
| 2008 | Kang Seung-Hyun        | Südkorea           |                                |
| 2009 | Tayane Leão            | Brasilien          |                                |
| 2010 | Katrina Karlina Caune  | Lettland           |                                |
| 2011 | Danica Magpantay       | Philippinen        |                                |
| 2012 | Sofía Polenta          | Argentinien        |                                |
| 2013 | Mira-Antanasova Meleva | Bulgarien          |                                |